# نكس (ميثولوجيا)
نِكس في الأساطير الإغريقية إلهة تجسد الليل. يعادلها في الأساطير الرومانية نوكس، حسب هوميروس كان زيوس يخاف أيضاً من الليل.
حسب هيوسيد، خلقت نِكس من الكاؤوس (كاوس) كإخوتها غايا وتارتاروس وإيروس وايريبوس.
أما في كوسموغونية الأورفيكريين فإن فانس (بروتوغونوس الذي هو إله جد/إله الخلق/القدرة/الفكرة) هو منبع نِكس وكانت هي من أخذ منه السلطة ومنها انتقلت إلى كرونوس و منه إلى زيوس. وفي النهاية سيطر على السلطة هذه ديونيسوس.
وحسب حكاية أروفكرية أقدم فإن فانس لم يكن الإله الجد إنما كرونوس، حيث ولدت نِكس بيضة ومنها ولد إيروس. وحسب أرسطو فإن نِكس أقدم فانس أيضاً.

## أولادها
حسب ثيوغونية هيوسيد فإن أيثر (الهواء) هو ابن نِكس من إيريبوس. وهيميرا (النهار) هي ابنتهما أيضا.
وولد لها دون مجامعة مع أحد:
هيبنوس (النوم)، أونايروئي (الحلم)، تاناتوس (الموت اللطيف-الطبيعي)، فيلوتيس (المودة).
وولد لها أيضا مجموعة تجسد الشر:
كير [الإنجليزية] (الموت العنيف والدمار)، موروس (الموت القاسي والدمار)، موموس (النقد)، أويزيس (الخوف على /العناية)، نيميسيس (الانتقام / الثأر)، آبات (الهم)،غيراس (الهرم/الشيخوخة )، ايريس (النزاع).
وولد لها أيضا الهيسبيريديس (المغنيات الساطعات) حوريات من ثلاثة إلى سبعة -حسب المصدر لا أهمية تذكر لعبادة نِكس فقد كان يقدم لها القرابين أحيانا وكانت هذه القرابين لا للتقرب منها أو للخوف من نقمتها إنما حب واحترام للطبيعة، وقد ذكر فيرغليس أنه قدم لها نعجة سوداء كقربان أما أوفيد فذكر بأن القربان كان دجاجة سوداء.
سمي تيمنا بها الكويكب نِكس 3906، كما وسمي تابع لبلوتو نِكس للسبب نفسه.